# Tensing Norgay
Tensing Norgay ou Tenzing Norgay (népalais : तेन्जिंग नोर्गे ; tibétain : བསྟན་འཛིན་ནོར་རྒྱས, Wylie : bstan 'dzin nor rgyas), né en mai 1914 à Tengboche, Khumbu au nord-est du Népal et mort le 9 mai 1986 à Darjeeling, est un sherpa népalais d'origine tibétaine. Il est le premier homme avec Edmund Hillary à avoir atteint le sommet de l'Everest, le 29 mai 1953, à 11 h 30.

## Biographie

### Enfance
La date de naissance exacte de Tensing Norgay est incertaine ; il savait être né fin mai 1914. Plus tard, il a décidé de considérer le 29 mai comme le jour de sa naissance, jour où il atteint le sommet de l'Everest. Dans son autobiographie, il déclare être originaire d'une famille paysanne du Khumbu au Népal, tout près du mont Everest. Ed Webster écrit en 2001, dans son livre Snow in the Kingdom: My Storm Years on Everest, que Tensing Norgay serait en fait né dans la région de la vallée de la Kharta au Tibet, à l'est du mont Everest, et y aurait passé une partie de son enfance.
Tensing Norgay a d'abord été appelé « Namgyal Wangdi ». Alors qu'il était enfant, son nom a été changé sur le conseil du lama du monastère de Rongbuk (« Norgay » signifie « riche et bienheureux pratiquant religieux »). Ce même lama confia à sa mère, en se penchant sur son berceau : « Prenez bien soin de lui jusqu'à sa troisième année, car il deviendra célèbre… »
Tensing Norgay est le onzième de treize enfants, dont la plupart sont morts jeunes. Son père, Ghang La Mingma, mort en 1949, était un gardien de yacks. Sa mère, Dokmo Kinzom, a vécu suffisamment longtemps pour le voir gravir l'Everest.  
Il entra au monastère pour être lama et en sortit rapidement, après qu'un vieux lama lui eut donné « un coup sur la tête. » Il s'est enfui deux fois de Katmandou alors qu'il était enfant, et s'est finalement installé à l'âge de 19 ans dans la communauté de Sherpas au Too Song Bhusti dans le Darjeeling au Bengale occidental (Inde).

### Alpinisme
Il fait partie, en tant que porteur en haute altitude, des trois expéditions britanniques organisées pour escalader le mont Everest à partir de la face nord tibétaine dans les années 1930.
Tensing Norgay a aussi fait partie d'autres expéditions dans diverses régions du sous-continent indien, et pendant un temps au début des années 1940, il a vécu dans ce qui est maintenant le Pakistan ; il disait que l'ascension la plus difficile qu'il ait entreprise était celle du sommet oriental du Nanda Devi, où un grand nombre de personnes ont trouvé la mort.
En 1947, il prend part à une tentative infructueuse de gravir le mont Everest. Earl Denman, le Sherpa Ange Dawa et lui-même entrent illégalement au Tibet pour tenter le sommet ; cet essai se termine par un gros orage qui les surprend à 6 700 mètres. Denman renonce, ils font demi-tour et reviennent sains et saufs.
En 1952, il prend part à deux expéditions suisses menées par Raymond Lambert, dont la première tentative de l'Everest ayant atteint 8 000 mètres d'altitude, à partir de la face sud népalaise, durant laquelle Lambert et lui-même obtiennent le record d'altitude (8 600 m) de l'époque. Norgay était enthousiasmé par sa collaboration avec les Suisses qui le traitent d'égal à égal (les Britanniques ayant à l'époque une mentalité plus colonialiste) et espérait du fond du cœur que Lambert serait le premier vainqueur de l'Everest. Lambert lui offrit son écharpe que Norgay porta lors de la victorieuse ascension avec Hillary.

### Succès à l'Everest

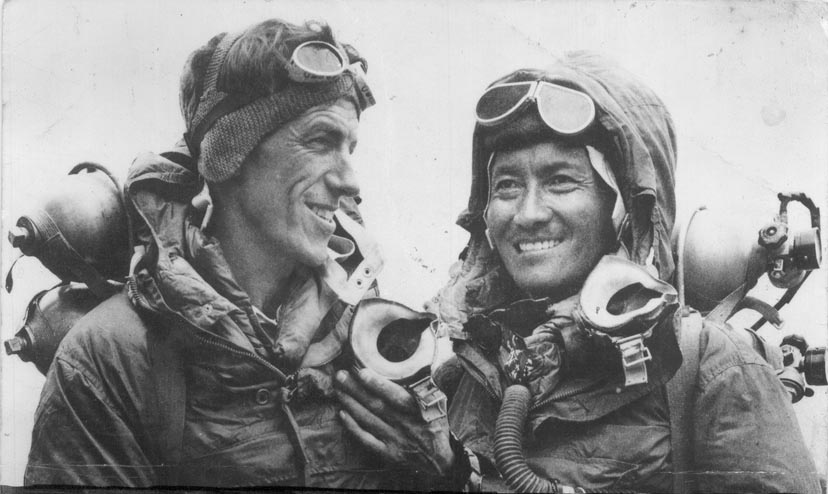
Norgay (à droite) et Hillary en 1953, l'année de leur ascension victorieuse.

Carte de l'itinéraire suivi par Norgay et Hillary lors de leur ascension de l'Everest en 1953.

En 1953, il prend part à l'expédition de John Hunt, sa septième expédition à l'Everest, au cours de laquelle lui et Hillary deviennent les premiers hommes à atteindre le sommet. Après cela, il fut adulé en Inde et au Népal et même littéralement vénéré par certaines personnes qui voyaient en lui une incarnation de Bouddha ou Shiva. Il reçoit la George Medal.
Tensing et Hillary ont été les premières personnes à fouler du pied le sommet du mont Everest. Les journalistes ont constamment cherché auquel des deux hommes revenait l'honneur d'être le premier. Tensing mit l'accent sur l'unité de leur équipe et sur leurs performances, démentit les allégations d'avoir été aidé et dévoila qu'Hillary avait été le premier au sommet. Il dit : « Si c'est une honte d'être le second homme sur le mont Everest, alors je devrai vivre avec cette honte »[réf. nécessaire]. Une autre anecdote intéressante de cette ascension est que toutes les photos des alpinistes au sommet ne montrent que Tensing. Quand il a été demandé à Hillary pourquoi il n'y avait aucune photo de lui, il a répondu : « Tensing ne savait pas comment manipuler l'appareil photo, et le sommet de l'Everest n'est pas l'endroit où lui apprendre comment l'utiliser ».
Dans son récit de l'assaut final Hillary raconte ainsi leur arrivée au sommet :

« Soudain il m'apparut que l'arête, devant nous, au lieu de continuer à s'élever, tombait brusquement […] encore quelques coups de piolet dans la neige durcie, et nous étions au sommet ! […] Nous nous serrions les mains, puis Tensing me jeta le bras autour des épaules. […] Je le sortis (l'appareil photo) et demandai à Tensing de « poser » au sommet, en agitant son piolet paré de toute une banderole de drapeaux… »

### Après l'Everest

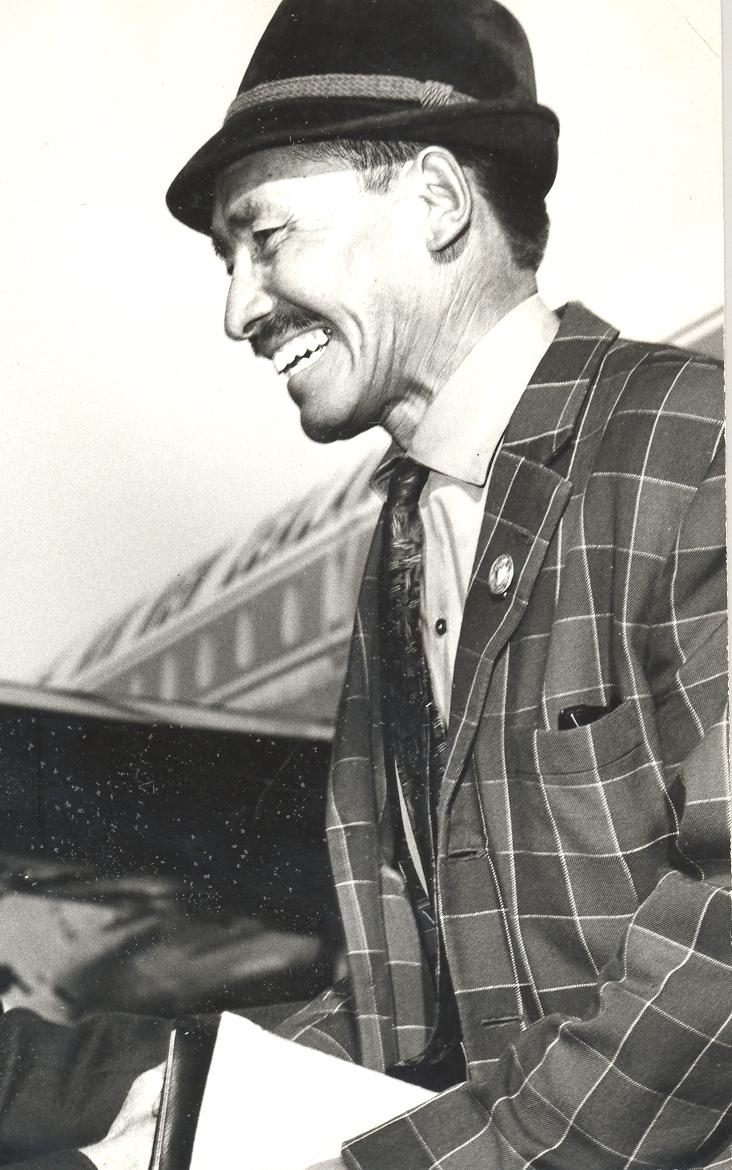
Tensing Norgay vers 1971.

Tensing devient plus tard directeur des opérations sur le terrain pour l'Institut himalayen d'alpinisme à Darjeeling. En 1978, il fonde la compagnie Tensing Norgay Adventures, qui propose des treks dans l'Himalaya. En 2003, la compagnie était encore dirigée par son fils Jamling Tensing Norgay, qui lui-même atteignit le sommet de l'Everest en 1996. Tensing est mort à Darjeeling, au Bengale occidental (Inde) en 1986.

## Famille
Tensing s'est marié trois fois. Sa première épouse, Dawa Phuti, est morte jeune, en 1944. Il eut avec elle un fils, Nima Dorje, qui mourut à quatre ans, et deux filles, Nima et Pem Pem. Sa deuxième épouse fut Ang Lahmu, une cousine de sa première femme, qui n'eut pas d'enfant et se comporta comme une belle-mère avec ses filles. Il prit sa troisième épouse, Dakku, alors que la deuxième était toujours en vie, comme cela est autorisé par les traditions des Sherpas, et eut avec elle ses fils Norbu, Jamling et Dhamey. Parmi les autres membres de sa famille, ses neveux, Nawan Gombu et Topgay faisaient aussi partie de l'expédition de 1953 vers l'Everest. Sa dernière épouse est morte en 1992.

## Honneurs
- Les monts Tenzing sur Pluton ont été nommés en son honneur.